# Derej HaShem
Derej HaShem (en español: El Camino del Nombre) es un texto filosófico que fue escrito en la década de 1730 por el Rabino Moshé Jaim Luzzatto.

## Introducción
Este libro está considerado como uno de los manuales por excelencia del pensamiento judío. El texto cubre una amplia gama de temas filosóficos en la perspectiva del judaísmo rabínico sobre el Mundo. Estos temas incluyen: El propósito de la Creación, el Creador, la responsabilidad humana, los reinos celestiales, la divina providencia, la relación entre Eretz Israel y las naciones, la astrología, el alma humana, la teúrgia, la profecía, el estudio de la santa Torá, y la observancia de los mandamientos (mitzvot). Todos estos elementos se presentan en una estructura clara y fluida basada en los temas anteriores.

## Principios generales
El texto sistematiza los principios básicos de la creencia judía con respecto a la existencia de Dios, el propósito de Dios, la Creación, y la consecuencia lógica de los otros conceptos religiosos del judaísmo. El lector es guiado del pensamiento a la idea, de la idea al conjunto lógico de la estructura de la creencia judía. Una de sus afirmaciones básicas es que el hombre fue creado con el propósito de ganarse la cercanía del Creador luchando contra la mala inclinación (yetzer hará). Según Luzzatto, el mundo necesita mesiras nefesh para retener la santidad y vencer al mal. Este concepto se interpreta como la devoción a Hashem hasta la auto-negación total. Esta obra describe los ideales relativos a la vida diaria. Por ejemplo, sostiene que Hashem aumenta la autoestima, mientras que la dependencia de los demás para el sustento la disminuye. El libro ha sido escrito desde una perspectiva cabalística, sin presuponer ningún conocimiento previo, y sin hacer uso de una terminología cabalística, esta obra ofrece una base para comprender la visión del Cosmos, y las ideas encontradas en todas las obras judías que tratan sobre estos temas. El libro está organizado en cuatro secciones principales: la base general de toda la existencia, la divina providencia de Dios, la Creación, la profecía, el alma humana, y la práctica religiosa.